# إن سينك
إنسينك هي فرقة موسيقية أمريكية تأسست سنة 1995 في مدينة أورلاندو بولاية فلوريدا الأمريكية وضمت 5 أعضاء وهم:
- كريس كيركباتريك
- جستين تيمبرلك
- جوي فاتون
- لانس باس
- جي سي تشيزس

## الألبومات
| السنة | الألبوم             |                                                                                                |
| ----- | ------------------- | ---------------------------------------------------------------------------------------------- |
| 1997  | NSYNC               | أطلقت النسخة اولا في ألمانيا ثم في جميع أنحاء العالم بعد سنة، واحتل المرتبة الثانية في اميركا. |
| 1998  | Home for Christmas  |                                                                                                |
| 1998  | The Winter Album    | النسخة الأوروبية من الألبوم السابق                                                             |
| 2000  | No Strings Attached | انجح ألبوم للفرقة، تصدر مبيعات جميع الألبومات في العالم سنة 2000                               |
| 2001  | Celebrity           | وصل هذا الالبوم إلى رقم واحد في أمريكا                                                         |

## روابط خارجية
- إن سينك على موقع IMDb (الإنجليزية)
- إن سينك على موقع الموسوعة البريطانية (الإنجليزية)
- إن سينك على موقع ميوزك برينز (الإنجليزية)
- إن سينك على موقع رولينغ ستون (الإنجليزية)
- إن سينك على موقع رولينغ ستون (الإنجليزية)
- إن سينك على موقع أول ميوزيك (الإنجليزية)
- إن سينك على موقع ديسكوغز (الإنجليزية)